# Jane Seymour (kanadensisk skådespelere)
Jane Seymour, född 24 mars 1893 i Hamilton i Kanada, död 30 januari 1956 i New York i USA, var en kanadensisk-amerikansk skådespelare. Hon är bland annat känd för att ha spelat mamman i Om tycke uppstår... (1941) och ett flertal andra filmer och TV-serier.

## Filmografi
| Titel               | År   | Roll som...             |
| ------------------- | ---- | ----------------------- |
| Brottets väg        | 1939 | Frankies moder          |
| Om tycke uppstår... | 1941 | Ma                      |
| En kvinna minns...  | 1941 | Mrs. Roberts            |
| Pippi på luckan     | 1953 | överstelöjtnant Hubbard |